# Primera guerra de Silesia
La primera guerra de Silesia (en alemán: Erster Schlesischer Krieg) fue el primero de los teatros de operaciones de la guerra de sucesión de Austria. El nombre se usa para describir la guerra que enfrentó al reino de Prusia y la Monarquía de los Habsburgo entre 1740 y 1742, librada principalmente en Silesia, Moravia y Bohemia (las tierras de la Corona de Bohemia). Se convirtió en la primera de una serie de tres guerras entre la Prusia de Federico el Grande y la Austria de María Teresa por la posesión de Silesia.
La guerra comenzó a finales de 1740, cuando el rey Federico invadió la Silesia de los Habsburgo, aduciendo reivindicaciones dinásticas centenarias de partes de esa provincia. Terminó en una victoria prusiana con el tratado de Berlín de 1742, que reconoció la toma por Prusia de la mayor parte de Silesia, junto con el condado de Glatz. Mientras tanto, la guerra más amplia de la Sucesión austriaca continuó, y Austria y Prusia entrarían en una renovada segunda guerra de Silesia solo dos años después.

## Contexto

### Las reivindicaciones de Prusia
Las reivindicaciones de Brandeburgo-Prusia en Silesia se basaban, en parte, en un tratado de herencia de 1537 suscrito entre el duque de Silesia, Federico II de Legnica y el príncipe-elector de los Hohenzollern, Joaquín II Héctor de Brandeburgo, por el cual los ducados de Silesia de Liegnitz, Wohlau y Brieg pasarían al Electorado de Brandeburgo si los Piastas de Silesia se extinguían. En ese momento, el rey de los Habsburgo Fernando I de Bohemia (señor legal de Silesia) rechazó de inmediato el acuerdo.
En 1603, el Elector Hohenzollern Joaquín Federico I de Brandeburgo también heredó en Silesia el ducado de Jägerndorf de su primo, el margrave George Frederick de Brandeburgo-Ansbach. Sin embargo, después de la revuelta bohemia y del estallido de la guerra de los Treinta Años, el católico Sacro Emperador Romano Fernando II confiscó las posesiones de los Hohenzollern protestantes en sus tierras bohemias después de ganar la batalla de la Montaña Blanca en 1621. Los electores de Brandeburgo continuaron: sin embargo, afirmándose como los legítimos gobernantes de Jägerndorf. En 1675, el "Gran Elector" Federico Guillermo de Brandeburgo reclamó los principados de Silesia cuando, tras la muerte del duque Jorge Guillermo de Liegnitz, la línea de los Piastas se extinguió realmente.
Brandeburgo, sin embargo, fue incapaz de hacer cumplir estas reclamaciones territoriales dinásticas. En 1685, cuando Austria estaba involucrada en la Gran Guerra Turca, el emperador Leopoldo I le otorgó al Elector Frederico Guillermo el control inmediato del exclave silesiano de Schwiebus a cambio de apoyo militar contra los turcos y la renuncia a las reclamaciones pendientes de los Hohenzollern en Silesia. Sin embargo, después de la adhesión del hijo y sucesor del elector, Federico III de Brandeburgo, el Emperador recuperó el control de Schwiebus en 1694, afirmando que el territorio solo había sido asignado personalmente al último Federico Guillermo de por vida. Furioso, Federico III a su vez se reafirmó en las antiguas reclamaciones de los Hohenzollern sobre Jägerndorf y en la herencia de Silesia de los Piastas.

### Sucesión austriaca

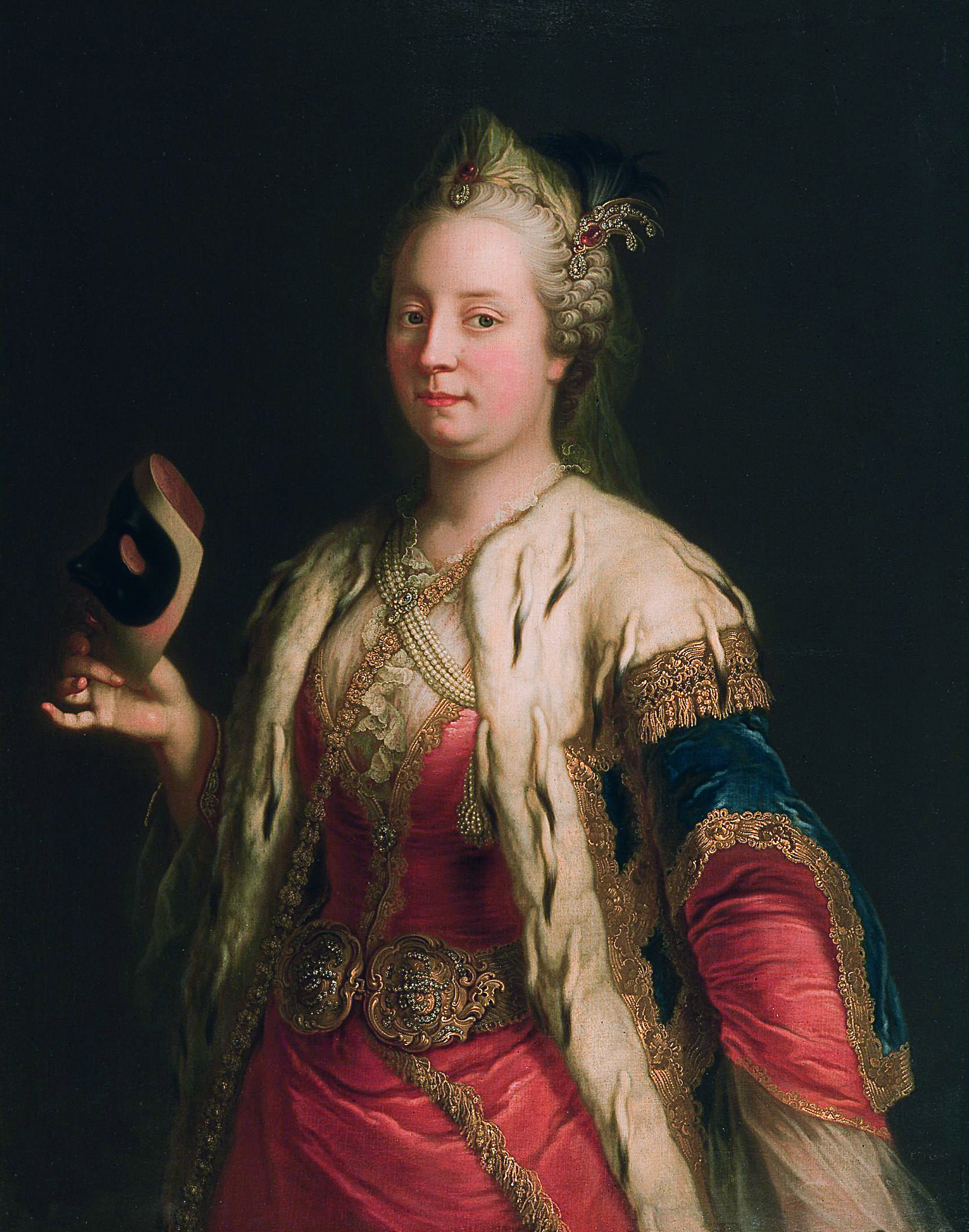
María Teresa I de Austria c. 1744, por Martin van Meytens

Cuarenta y cinco años más tarde, surgió una oportunidad para que Brandeburgo-Prusia presionara estas afirmaciones, cuando el emperador Carlos VI de los Habsburgo murió en 1740 sin un heredero varón. Con la Pragmática Sanción de 1713, Carlos estableció a su hija mayor como sucesora de sus títulos hereditarios, y para que después de su muerte se convirtiese en gobernante del archiducado de Austria, así como de las tierras bohemias y húngaras dentro de la monarquía de los Habsburgo, como la archiduquesa María Teresa.: 24  Durante la vida del emperador Carlos, la Pragmática Sanción fue reconocida generalmente por los estados imperiales, pero cuando murió fue disputada rápidamente por varias partes.: 3100 
El entonces recién coronado rey Federico II de Prusia vio en la crisis de sucesión de Austria un momento oportuno para la toma de Silesia. Los historiadores han minimizado la importancia de las antiguas afirmaciones de su familia en la región en la decisión de invadir de Federico ; y aunque la provincia era populosa e industrializada, los factores económicos tampoco parecen haber pesado mucho en el ataque prusiano. Más bien, las consideraciones geoestratégicas probablemente desempeñaron el papel principal: Federico creía (correctamente) que el príncipe-elector Federico Augusto II de Sajonia, quien también gobernaba Polonia en una unión personal, estaba interesado en tomar el control de Silesia para conectar sus dos reinos en un territorio contiguo que casi rodearía Brandeburgo.: 192–193 
Después de la muerte del emperador Carlos el 20 de octubre, Federico rápidamente resolvió atacar primero; el 8 de noviembre ordenó la movilización del ejército prusiano, y el 11 de diciembre emitió un ultimátum a María Teresa para exigir la rendición de Silesia. A cambio, prometió reconocer la Pragmática Sanción y dar su voto como elector de Brandeburgo en las elecciones imperiales al marido de María Teresa, el duque Francisco Esteban de Lorena. Sin esperar respuesta, dirigió sus tropas a través de la frontera de Silesia, ligeramente defendida, el 16 de diciembre de 1740, comenzando así la primera guerra de Silesia.: 183 

## Alianzas y objetivos

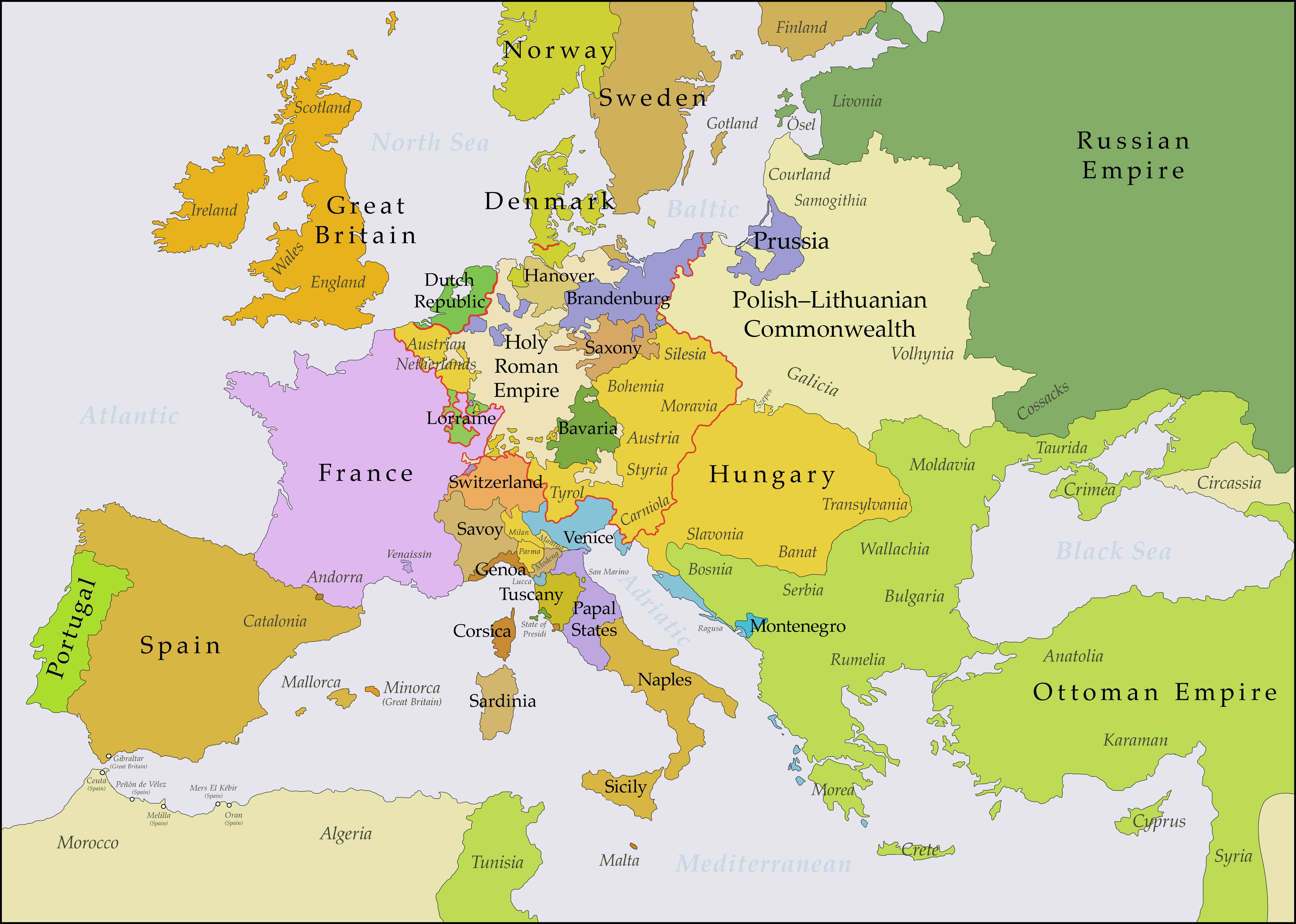
Europa en los años posteriores al Tratado de Viena (1738), con Brandeburgo-Prusia en violeta y la Monarquía de los Habsburgo en amarillo

Cuando Prusia reactivó sus reividicaciones silesianas y se preparó para la guerra contra Austria, se le unieron muchas otras potencias europeas. El príncipe elector Carlos Alberto de Baviera lanzó una reclamación al trono imperial junto con los territorios de los Habsburgo de Bohemia, Alta Austria y Tirol, mientras que Federico Augusto de Sajonia reclamó Moravia y Alta Silesia. Los reinos de España y Nápoles esperaban tomar posesión de los dominios de los Habsburgo en el norte de Italia, mientras que el reino de Francia buscaba el control de los Países Bajos austriacos y consideraba a los Habsburgo como rivales tradicionales.: 194  Los electorados de Colonia y del Palatinado se unieron a estos para formar una alianza conocida como la Liga de Nymphenburg que apuntaba a la disminución o destrucción de la monarquía de los Habsburgo y su posición dominante entre los estados alemanes.: 3100 
Austria, por su parte, fue apoyada por el reino de Gran Bretaña (entonces en unión personal con el Electorado de Hannover) y, eventualmente, por Saboya-Cerdeña y la República Holandesa; el Imperio ruso bajo la zarina Isabel de Rusia también tomó indirectamente el lado de Austria en el conflicto más amplio al hacer la guerra contra Suecia (un aliado francés en ese momento). Los objetivos de María Teresa en el conflicto eran, primero, preservar sus tierras y títulos hereditarios y, segundo, ganar o exigir apoyo para la elección de su esposo, Francisco Esteban de Lorena, en el Sacro Emperador Romano, defendiendo la preeminencia tradicional de su casa dentro de Alemania.: 3100 

## Curso de la guerra

### Campaña silesia de 1740-1741

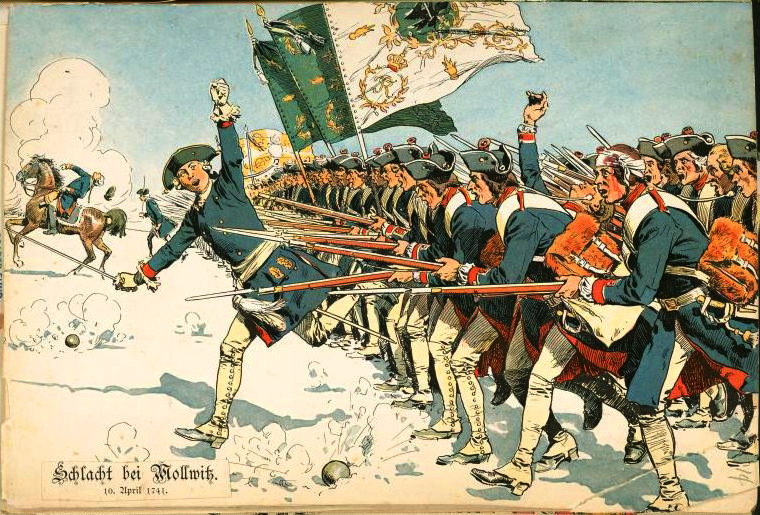
Cuadro del de un avance prusiano durante la batalla de Mollwitz

A principios de diciembre de 1740, el ejército prusiano se había concentrado silenciosamente a lo largo del río Oder y el día 16, sin una declaración de guerra, Federico movió a su ejército cruzando la frontera y adentrándose en Silesia.: 3  La fuerza prusiana consistía en dos cuerpos con un total de 27 000 soldados, mientras que toda Silesia era defendida por una guarnición austriaca de solo 8000 hombres.: 183, 192  Los austriacos solo pudieron ofrecer una ligera resistencia y la guarnición de algunas fortalezas; los prusianos barrieron la provincia y tomaron el control de la capital en Breslau sin pelear el 2 de enero de 1741. La fortaleza de Ohlau también fue tomada sin resistencia el 9 de enero, y pasó a ser usada por los prusianos como sus cuarteles de invierno.: 177  A finales de enero de 1741, casi la totalidad de Silesia había quedado bajo control prusiano, y los baluartes austriacos restantes de Glogau, Brieg y Neisse fueron asediados.: 183 
Después de abandonar los cuarteles de invierno a principios de 1741, las fuerzas prusianas comenzaron la campaña de primavera, y el 9 de marzo, el príncipe Leopoldo II de Anhalt-Dessau tomó Glogau por asalto. A finales de marzo, una fuerza austriaca de alrededor de 20 000 hombres bajo el mando de Wilhelm Reinhard von Neipperg cruzó a los Sudetes desde Moravia para romper el sitio de Neisse, y la fuerza principal prusiana maniobró para oponerse a su avance. Los dos ejércitos se enfrentaron en la aldea de Mollwitz el 10 de abril, donde los prusianos al mando del mariscal Kurt von Schwerin derrotaron a los austriacos en la batalla de Mollwitz. El asedio prusiano de Neisse se levantó cuando el ejército de Neipperg se acercó, pero Brieg se rindió a los prusianos el 4 de mayo, después de lo cual la principal fuerza prusiana acampó durante el verano cerca de Neisse, enfrentándose a los austriacos de Neipperg pero combatiendo poco.

### Negociaciones del verano de 1741

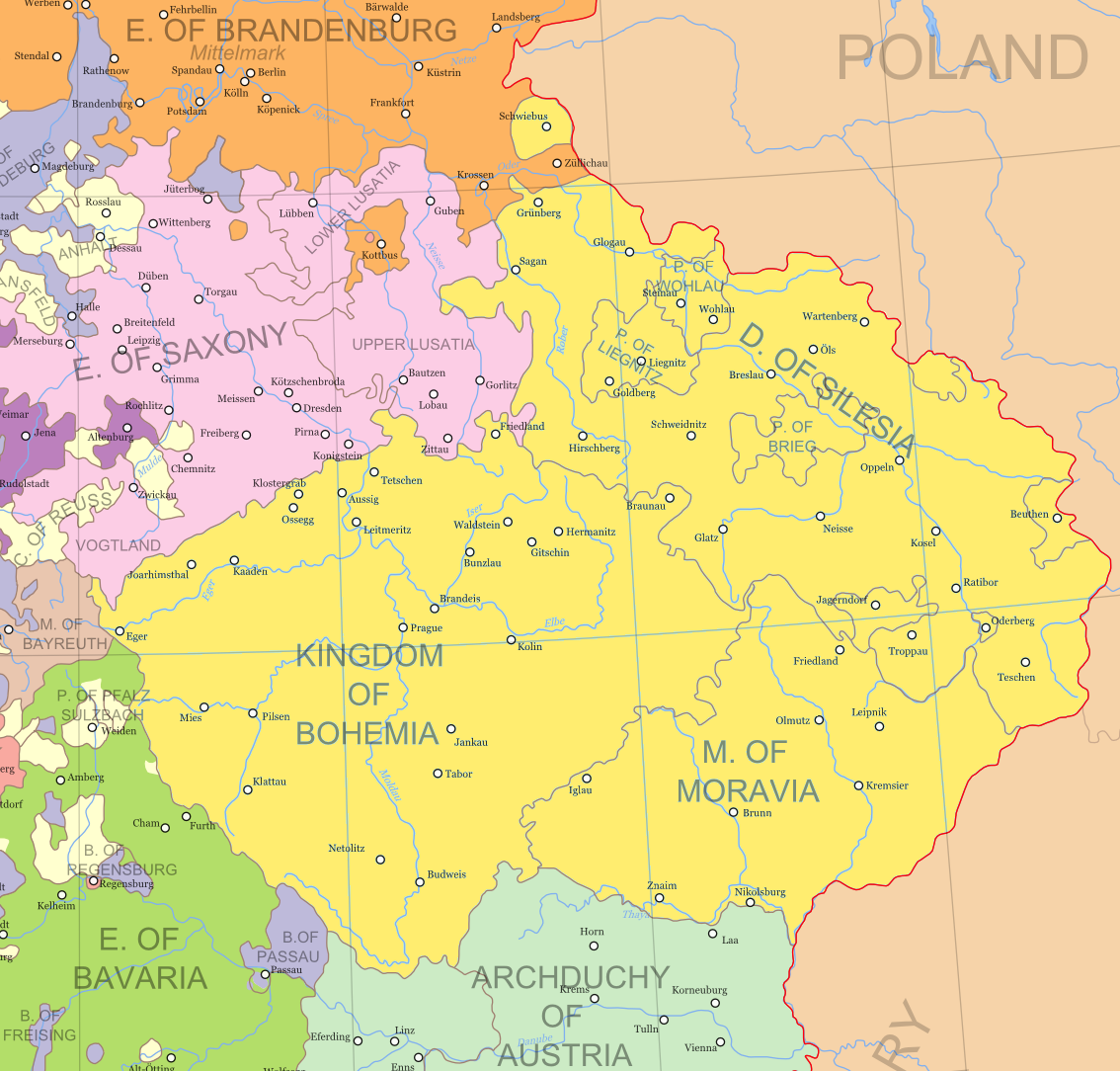
Las Tierras de la Corona de Bohemia bajo el gobierno de los Habsburgo hasta 1742, cuando la mayor parte de Silesia fue cedida a Brandeburgo-Prusia.

Después de la derrota de Austria en Mollwitz, otras potencias se envalentonaron para atacar al asediado archiduque, ampliando el conflicto en lo que se convertiría en la Guerra de Sucesión de Austria.: 193–194  Francia declaró su apoyo a la toma de Silesia por Prusia en el Tratado de Breslau del 5 de junio,: 181  y en julio se unió al Tratado de Nymphenburg, por el cual Francia y España se comprometieron a apoyar las reivindicaciones territoriales de Baviera contra Austria. Las fuerzas francesas comenzaron a cruzar el Rin el 15 de agosto, uniéndose a las fuerzas del Electorado de Baviera en el Danubio y avanzando hacia Viena,: 223  mientras un ejército hispano-napolitano atacaba las posesiones de Austria en el norte de Italia. La fuerza franco-bávara se apoderó de Linz el 14 de septiembre y avanzó a través de la Alta Austria, llegando a las cercanías de Viena en octubre, mientras Bohemia era invadida simultáneamente por los sajones (que se unieron a la alianza contra Austria el 19 de septiembre).
A medida que los nuevos enemigos atacaban a Austria en múltiples frentes, el rey Federico dirigía unas negociaciones secretas de paz con Neipperg en Breslau, incluso mientras seguía apoyando públicamente a la Liga de Nymphenburg. Aunque Federico se alió con los franceses, la idea de que Francia se convirtiera en el poder dominante en Alemania (a través de la destrucción de Austria) no le atraía. Con la urgencia y la mediación británicas, el 9 de octubre, Austria y Prusia acordaron un armisticio secreto conocido como la Convención de Klein-Schnellendorf, en virtud del cual ambos beligerantes cesarían las hostilidades en Silesia (aunque mantendrían su apariencia), y Austria finalmente concedería la Baja Silesia a cambio de una paz final que se negociaría antes de fin de año. Las fuerzas austriacas de Neipperg fueron luego retiradas de Silesia para defender a Austria contra los invasores occidentales, abandonando la ciudad de Neisse después de un asedio y dejando a toda Silesia bajo el control de Prusia.: 223–224 

### Campaña de Bohemia–Moravia de 1741-1742
A mediados de octubre, Carlos Alberto de Baviera y sus aliados franceses estaban acampados cerca de Viena, listos para asediar la capital austriaca. Sin embargo, el Elector se empezó a preocupar por si Sajonia y Prusia pudieran tomar partes de Bohemia, que él también reclamaba, y el 24 de octubre su fuerza se dirigió al norte para marchar sobre Praga. Los ejércitos bávaro, francés y sajón se reunieron alrededor de esa ciudad en noviembre, asediándola y finalmente tomándola el 26 de noviembre; Carlos Alberto se proclamó rey de Bohemia el 7 de diciembre. Mientras tanto, a principios de noviembre, Federico negociaba la frontera entre los territorios putativos de la Silesia prusiana y la Bohemia-Moravia sajona con Federico Augusto, asegurando también el apoyo francés y bávaro para su toma de la totalidad de Silesia, junto con el condado bohemio de Glatz. A medida que se acercaba el fin de año sin ninguna señal de un tratado formal de paz, Federico concluyó que los austriacos no tenían la intención de honrar la Convención de Klein-Schnellendorf y conceder el territorio en Silesia; así, para presionar más a Austria, repudió la Convención y renovó sus propias operaciones ofensivas.
En diciembre, el ejército de Kurt von Schwerin avanzó a través de los Sudetes hacia Moravia, ocupando la capital en Olmütz el 27 de diciembre, mientras que el ejército del príncipe Leopoldo asediaba la fortaleza en Glatz, en el extremo de Bohemia. A principios de 1742, Federico organizó un avance conjunto a través de Moravia hacia Viena con los sajones y franceses, que comenzó después de que sus fuerzas se reuniesen el 5 de febrero en Wischau; sin embargo, los franceses se mostraron reacios y poco cooperativos, y, tras la incautación de Iglau el 15 de febrero, se retiraron a Bohemia. Los prusianos y sajones marcharon hacia Brünn, el principal bastión austriaco que quedaba en Moravia, pero avanzaron poco debido a la importante guarnición austriaca y a la escasez de suministros. Esta campaña de Moravia no logró avances significativos, y el esfuerzo finalmente se abandonó el 5 de abril, después de lo cual los prusianos se retiraron a Bohemia y a la Alta Silesia.: 4 
Cuando el avance de Moravia colapsó, Carlos de Lorena (el cuñado de María Teresa) dirigió un ejército austrohúngaro de 30 000 personas a través de Moravia hacia Bohemia, con la esperanza de liberar Praga. A principios de mayo, un ejército prusiano de 28 000 hombres encabezado por el rey Federico y el príncipe Leopoldo marcharon hacia las llanuras del río Elba al sureste de Praga, maniobrando para bloquear el avance austriaco.: 103  Los dos ejércitos se encontraron cuando los austriacos de Carlos atacaron el campamento del príncipe Leopoldo en el pueblo de Chotusitz el 17 de mayo; La batalla de Chotusitz resultante terminó en una estrecha victoria prusiana, con bajas sustanciales en ambos bandos. La derrota del príncipe Carlos en Chotusitz, seguida poco después por la derrota de otro ejército austriaco el 24 de mayo en la batalla de Sahay, dejó a Praga de forma segura en manos de los invasores y a Austria sin medios inmediatos para expulsarlos de Bohemia.

### Tratados de Breslau y Berlín
A raíz de Chotusitz, Federico se enteró de que los franceses habían comenzado movimientos secretos para establecer una paz separada con Austria. Con la esperanza de consolidar sus propios logros en Silesia, él también comenzó a reanudar las conversaciones de paz con los negociadores austriacos, que se celebraron nuevamente en Breslau. Federico ahora exigía la totalidad de Silesia, así como el condado de Glatz, concesiones que María Teresa se mostró reacia a hacer. Sin embargo, el enviado británico, lord Hyndford, la presionó para hacer las paces con Prusia y concentrar sus fuerzas contra los franceses. El tesoro británico había financiado gran parte del esfuerzo de guerra de Austria a través de subsidios en efectivo, y Hyndford amenazó entonces con retirar el apoyo de Gran Bretaña si María Theresa se negaba a dar la guerra de Silesia por perdida. Los dos beligerantes finalmente llegaron a un acuerdo en el Tratado de Breslau del 11 de junio, que puso fin a la primera guerra de Silesia.
En virtud de este tratado, Austria concedió a Prusia la gran mayoría de Silesia, junto con el condado de Glatz, territorios que más tarde se consolidarían para formar la provincia prusiana de Silesia. Austria conservó dos pequeñas porciones del extremo sur de Silesia, incluyendo el ducado de Teschen y partes de los ducados Jägerndorf, Troppau y Neisse; estas tierras se combinarían más tarde para formar la tierra de la corona de la Silesia austriaca. Prusia también acordó asumir algunas de las deudas de Austria que se habían asegurado contra activos en Silesia, así como comprometerse a permanecer neutral durante el resto de la Guerra de Sucesión de Austria en curso. Este acuerdo fue formalizado y confirmado en el Tratado de Berlín, firmado el 28 de julio de 1742.

## Resultados

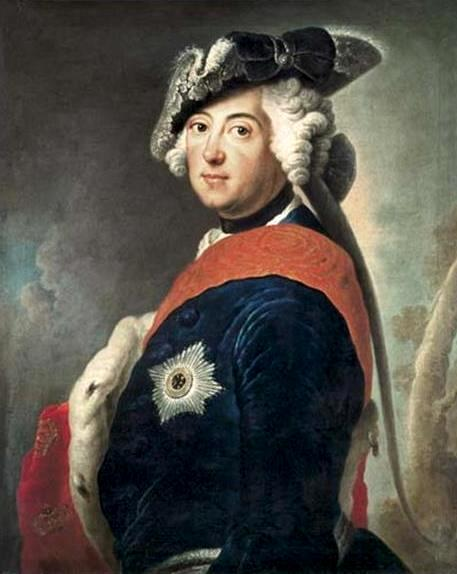
Federico el Grande de Prusia en 1745, obra de Antoine Pesne

La primera guerra de Silesia terminó con una victoria decisiva para Prusia, que se aseguró un nuevo territorio en Silesia y Glatz, y el prestigio del reino mejoró enormemente. Sin embargo, al hacer una paz por separado mientras la guerra de sucesión austríaca se extendía, el rey Federico traicionó a sus antiguos aliados en la Liga de Nymphenburg y se ganó la reputación de diplomático poco confiable y de doble trato. La determinación de María Teresa de recuperar Silesia llevaría a un conflicto renovado con Prusia en la segunda guerra de Silesia solo dos años después, y aun a una tercera guerra de Silesia después de otra década.

### Prusia
En el acuerdo territorial que puso fin a la guerra, Prusia obtuvo el control de extensas tierras nuevas en Silesia, una región densamente industrializada (para esa época) con una gran población y rendimientos fiscales sustanciales.: 192  La inesperada victoria del pequeño reino sobre la monarquía de los Habsburgo marcó el comienzo del ascenso de Prusia hacia el estado de una gran potencia europea, ya que comenzó a dejar atrás a rivales alemanes como Baviera y Sajonia.: 196 
Sin embargo, este éxito plantó las semillas de futuras dificultades. La toma de Silesia por Prusia convirtió a Austria en un enemigo duradero y decidido, comenzando la rivalidad entre Austria y Prusia que llegaría a dominar la política alemana durante el siguiente siglo.: 216  La retirada unilateral del rey Federico de la alianza de Nymphenburg (y su repetición al final de la segunda guerra de Silesia) se tradujo en un sentimiento contra él en la corte real francesa, contribuyendo al realineamiento final de Francia hacia Austria en la Revolución Diplomática de la década de 1750. Francia se opondría más tarde a Prusia en la tercera guerra de Silesia.: 210–211 

### Austria
Los Tratados de Breslau y Berlín costaron a la Monarquía de los Habsburgo su provincia más rica, y capitular ante un príncipe alemán menor afectó significativamente al prestigio de la Casa de los Habsburgo.: 192, 196  Sin embargo, la paz en el teatro de Silesia dio a las fuerzas unidas austriacas y británicas-hannoverianas mano libre para revertir los avances logrados por los franceses y los bávaros en 1741. En el verano de 1743, los austriacos recuperaron el control de Bohemia, obligaron a los franceses a cruzar el Rin a Alsacia y ocuparon Baviera, forzando al Elector bávaro (ahora coronado Sacro Emperador Romano Carlos VII) a exiliarse a Frankfurt.: 3103 